# Хромых, Иван Ильич
Иван Ильич Хромых (25 апреля 1916, село Васильевка, Орловская губерния — ?) — советский партийный деятель, депутат Верховного Совета УССР 5-го созыва. Член ЦК КПУ в 1952—1954 годах.

## Биография
Родился в семье крестьянина. С 1932 года работал статистиком Воловской машинно-тракторной станции (МТС). В 1934—1938 годах — аппаратчик, начальник смены цеха № 1 Воронежского завода синтетического каучука-2.
В 1941 году стал членом ВКП(б).
Участник Великой Отечественной войны, в 1942 году окончил Днепропетровское артиллерийское училище. С 1942 года — командир взвода артиллерийского полка Карельского фронта, в 1944—1945 годах — начальник штаба отдельного самоходного артиллерийского дивизиона 5-й стрелковой дивизии (Польша). В 1946 году демобилизовался из Советской армии.
В 1947 году окончил Днепропетровский металлургический институт. С 1947 до 1953 года — начальник смены, заместитель начальника мартеновского цеха, партийный организатор (секретарь парткома) ЦК ВКП(б) на заводе «Запорожсталь» в городе Запорожье.
В 1953—1958 годах — 2-й секретарь Запорожского городского комитета КПУ. В 1958—1959 годах — 1-й секретарь Запорожского городского комитета КПУ.
В 1959—1962 годах — заместитель главного инженера завода «Запорожсталь». В 1962—1963 годах — главный инженер Управления промышленности чёрной металлургии Совета народного хозяйства. В 1963—1978 годах — заведующий промышленно-транспортным отделом Запорожского областного комитета КПУ.

## Награды
- орден Отечественной войны 2-й степени (1945)[3][1]
- орден Ленина (1958)
- три ордена Трудового Красного Знамени (1966, 1971, 1976)
- медали